# Mesophyllum canariense
Mesophyllum canariense (Foslie) M.Lemoine, 1928  é o nome botânico  de uma espécie de algas vermelhas  pluricelulares do gênero Mesophyllum, subfamília Melobesioideae.
- São algas marinhas encontradas nas ilhas Canárias e São Tomé e Príncipe.

## Sinonímia
- Lithothamnion canariense  Foslie, 1906